# Ancasmayo
 (février 2020).
Si vous disposez d'ouvrages ou d'articles de référence ou si vous connaissez des sites web de qualité traitant du thème abordé ici, merci de compléter l'article en donnant les références utiles à sa vérifiabilité et en les liant à la section « Notes et références ».
 (février 2020).
Ancasmayo est le nom historique donné par les Quechuas à une rivière qui constituerait la limite nord de l'empire Inca. Son emplacement est actuellement controversé, certains le placent sur la rivière Angasmayo, au sud de la ville de San Juan de Pasto en Colombie,.
Il pourrait également s'agir de la rivière Guáitara, également appelé río Carchi, à la frontière actuelle  entre la Colombie et l'Équateur.